# Gabriela Silvana Aguirre
Gabriela Aguirre (19. veljače 1986.) je argentinska hokejašica na travi. Igra u navali.
Svojim igrama je stekla mjesto u argentinskoj izabranoj vrsti.
Po stanju od 3. studenoga 2009., igra za klub Club Náutico Hacoaj.

## Sudjelovanja na velikim natjecanjima
- 2006.: Južnoameričke igre u Buenos Airesu, zlato
- 2009.: Panamerički kup u Hamiltonu, zlato